# Hermanos (película de 2023)
Hermanos (en checo: Bratři) es una película checa de acción y drama de 2023 dirigida por Tomáš Mašín. Está basado en una controvertida historia de Josef y Ctirad Mašín. 
Fue seleccionada como la candidata checa a la mejor película internacional en los Premios Óscar 2024.

## Sinopsis
La película sigue a los hermanos Josef y Ctirad Mašín, hijos de Josef Mašín, que opusieron resistencia armada al régimen comunista de Checoslovaquia entre 1951 y 1953.

## Reparto
- Oskar Hes como Josef Mašín
- Jan Nedbal como Ctirad Mašín
- Adam Ernest como Milán Paumer
- Matyáš Řezníček como Václav Švéda
- Tony Mašek como Zbyněk Janata
- Tatiana Dyková como Zdena Mašínová
- Karolína Lea Nováková como Nenda Mašínová
- Václav Neužil como Ctibor Novák
- Stefan Konarske como Capitán Koller
- Saro Emirze como el comisionado Haneke
- Matěj Hádek como Zbyněk Roušar
- Karel Dobrý como coronel STB
- Alžběta Malá como Hanka
- Petr Uhlík como Vladimir Hradec
- Daniela Kolářová como la abuela Ema
- Marián Mitaš como Josef Mašín (con la voz de Pavel Řezníček)
- David Bowles como Capitán Clark
- Adam Vacula como alférez Adam
- Fritz Fenne como Mayor Vopo